# Franz-Josef Paefgen
Dr.-ING. Franz-Josef Paefgen (Neuss, 10 de Maio de 1946) é um engenheiro e empresário alemão que trabalhou na Bentley desde 2002 , na Audi e na Volkswagen AG de 2003 a 2005, e de 2007 até  2011 viveu em Molsheim, na França, e trabalhou como presidente da Bugatti. Paefgen foi também um dos desenvolvedores e criadores do Bugatti Veyron o carro fabricado em série mais rapido e caro do mundo.

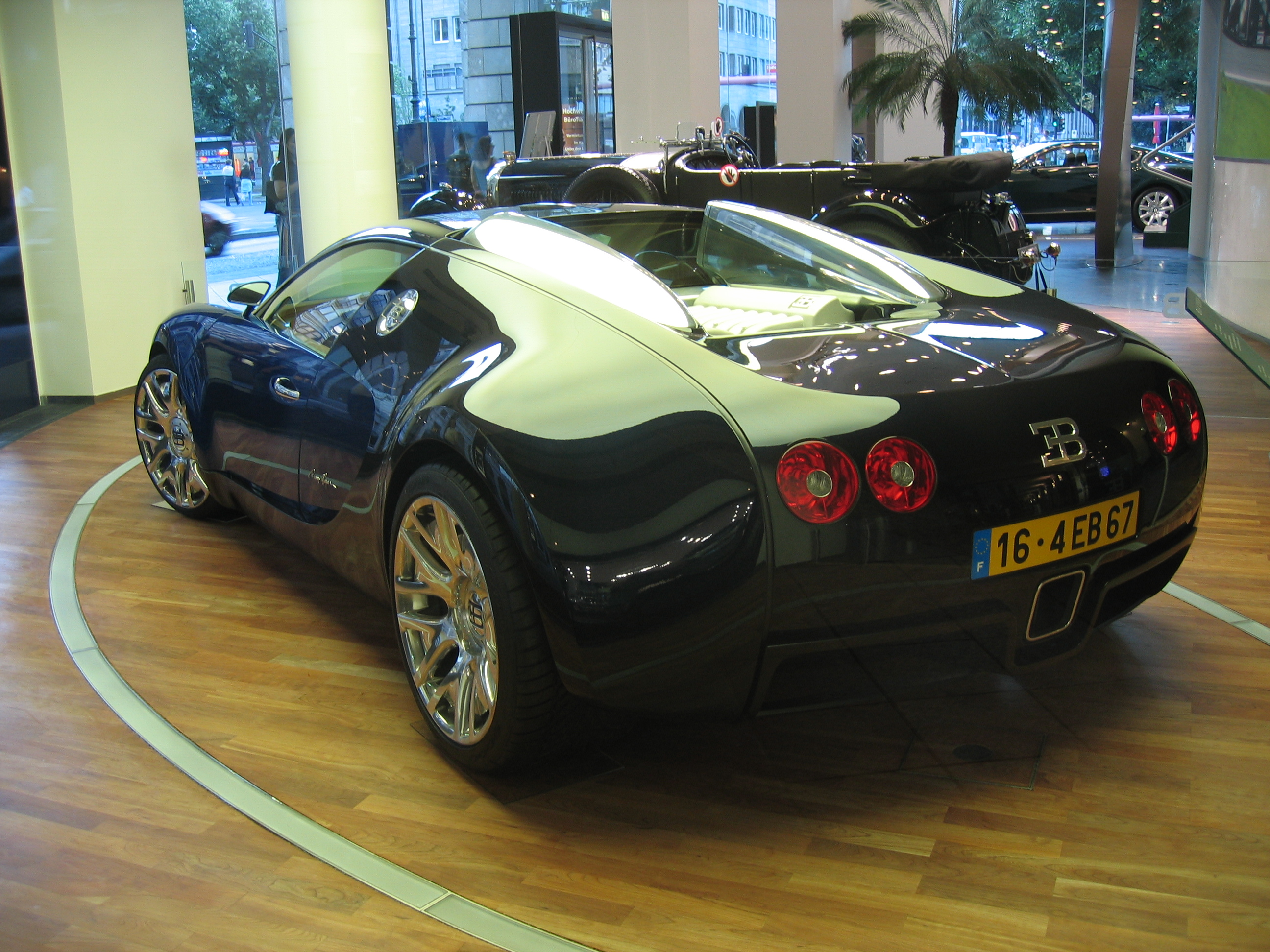
Bugatti Veyron Grand Sport deixando mostrar sua capota

Em 1976, Paefgen recebeu seu doutorado pela Universidade Técnica de Aachen.
Desde que deixou a Bentley e a Bugatti, Paefgen aceitou um cargo de membro do conselho da empresa automotiva finlandesa Valmet Automotive. Ele também atua como membro do conselho de supervisão da fornecedora automotiva alemã ZF Friedrichshafen AG.

## Ligaçőea Externas
- Sítio oficial da Bugatti (em inglês)
- Bentley Motors (em inglês)